# Frantz Seimetz
Frantz Seimetz (n. 21 aprilie 1858, Grevenmacher, Grevenmacher, Luxemburg – d. 26 octombrie 1934, Limpertsberg⁠(d), Luxemburg, Luxemburg) a fost un pictor luxemburghez prolific ce a pictat portrete și peisaje în stilul impresionist.

## Viața timpurie
Născut în Grevenmacher pe Moselle, Seimetz a lucrat pentru prima dată ca zugrav și decorator de case până când industriașul Antoine Pescatore a observat talentele sale artistice și i-a oferit sprijin educațional. În 1875, și-a început studiile la Bruxelles, continuând la Academia de Arte Frumoase din München (1879-1881) și în sfârșit la Academia Franceză (1881-1887).

## Cariera
Seimetz a fost un artist prolific, creând peste o mie de picturi în ulei, acuarele și schițe ale unor scene din Luxemburg și din întreaga țară. Opera sa este totuși destul de neuniformă în comparație cu cea a prietenului său, Jean-Pierre Beckius, care este considerat „pictorul” național. Cea mai fructuoasă perioadă a fost pe când se afla în Echternach, unde a pictat numeroase scene din împrejurimi, inclusiv Mullerthal. Picturile sale sunt în general realiste și ușor romantice, la marginea impresionismului. Mai ales după 1900, stilul său a devenit mai luminos și mai colorat, reflectând fericirea și frumusețea momentului pe care el trebuie să îl fi trăit.
Seimetz însuși era mai degrabă precum tablourile sale. Era privit ca un om excentric, cu mustața mare, barbă mică și părul creț, pălăria și hainele neglijente. Întotdeauna optimist și plin de umor bun, a dus o viață destul de boemă, dar aventuroasă. A călătorit în Canada, Indiile de Vest și Mexic. În Statele Unite, el a navigat pe Mississippi pe un șlep. Soția sa, Marie-Antoinette Bourger din Arlon, de asemenea a artistă talentată, nu s-a opus vieții destul de instabile pe care au dus-o. După Echternach și apoi Arlon, în 1923 s-au mutat în Luxemburg, unde se spune că aveau o casă plină de mobilier vechi care arăta ca un muzeu.
Multe dintre portretele lui Seimetz sunt figuri exotice pe care le-a întâlnit în călătoriile sale, dar există și tablouri excelente ale soției sale și ale prietenilor săi din Luxemburg, inclusiv Michel Rodange, Sosthène Weis, Michel Engels și Batty Weber. Dar capodopera sa este în general considerată a fi portretul unei fete cu părul blond. Multe dintre autoportretele sale amintesc de Rembrandt și Frans Hals. În 1932, Seimetz a pictat ultimul tablou. După aceea, a început să scrie, mai întâi în germană, apoi în luxemburgheză și în final în dialectul din Moeselle. „Der Feuersalamander” este plin de anecdote și povești plăcute din tinerețea sa, precum și de pasaje care descriu opiniile sale politice și religioase.
Astăzi Seimetz este amintit ca un artist conștiincios care a dominat scena de artă luxemburgheză timp îndelungat. El a fost primul luxemburghez care s-a afundat în impresionism și primul, după Nicolas Liez, care a pictat în aer liber. A fost, de asemenea, primul luxemburghez care a reușit să trăiască doar din artă. Seimetz a murit la Limpertsberg, Luxemburg, la 26 octombrie 1934.